# 重秀寺
重秀寺（ちょうしゅうじ）は、東京都港区にある臨済宗妙心寺派の寺院。

## 歴史
1626年（寛永3年）、上田重秀の開基である。重秀は浅野家に仕えていた上田宗箇の子で、宗箇の武功により浅野家の陪臣から直参旗本に取り立てられた人物である。
元々は麻布に位置していたが、1694年（元禄7年）に町医者の吉田玄信が土地を寄進し、現在地に移転した。
1993年（平成5年）より、開基の縁により武家茶道「上田宗箇流」の東京における稽古場になっている。

## 交通アクセス
- 白金高輪駅より徒歩2分。